# Emmelia gagites
Emmelia gagites is een vlinder uit de familie van de uilen (Noctuidae). De wetenschappelijke naam van de soort is voor het eerst voorgesteld als Tarache gagites door William Warren in een publicatie uit 1913.
De soort komt voor op Timor.